# Philipp J. Pamer
Philipp J. Pamer (* 2. März 1985 in Meran, Südtirol, Italien als Philipp Josef Pamer) ist ein Filmregisseur und Drehbuchautor.

## Werdegang
Pamer wuchs im Passeiertal in Südtirol auf. Nach dem Abschluss des Realgymnasiums in Meran 2004 zog er nach München. Dort war er zunächst als Produktionsassistent bei einer Werbefilmproduktion tätig. Daneben arbeitete er als Regieassistent und Aufnahmeleiter bei verschiedenen Kurzfilmproduktionen und drehte freiberuflich Imagefilme.
2005 wurde er an der Hochschule für Fernsehen und Film München aufgenommen und studierte von 2005 bis 2010 szenische Regie im Studiengang Kino- und Fernsehfilm.
Für hervorragende Leistungen während des Studiums wurde er 2009 mit dem DAAD-Preis ausgezeichnet. Im selben Jahr gründete er zusammen mit seinem Bruder Konrad Pamer die Produktionsfirma Remulus Film.
Sein erster Spielfilm Bergblut gewann 2010 in Deutschland beim Filmfest München den Bayern-3-Publikumspreis und in Italien beim Film Festival della Lessinia den Audience Award sowie den Preis der Provinz Verona.

## Filmografie als Regisseur und Drehbuchautor
- 2005: Eine Geschichte aus zwei Dörfern (Kurzfilm)
- 2006: Odi et amo (Kurzfilm)
- 2007: Drei Paar Schuhe (Episodenfilm; nur Regie), Die Ballade der Rechtschaffenheit (Kurzfilm)
- 2008: Jakobs Weg (Dokumentarfilm)
- 2010: Bergblut (Kinospielfilm)
- 2016: Im Nesseltal (Kinospielfilm)
- 2017/18: Timmelsjoch – Wenn Grenzen verbinden (Dokumentarfilm)
- 2019: VR Wiesn 360° (VR-Kurzfilm)
- 2021–2025: Unter unserem Himmel (Dokumentarfilmreihe)

## Audioinstallationen und Hörspiele
- 2011: Der Abend vor der Schlacht (9-teilige Audioinstallation für das Tirol Panorama)

## Bücher
- Bergblut. Die Liebe einer Frau. Das Schicksal Tyrols. Eine dokumentarische Reise durch ein Herzblutprojekt. München; Philipp Josef Pamer, Konrad Pamer 2011, ISBN 978-3-00-032889-3.
- Das Tirol-Panorama. Innsbruck; Isabelle Brandauer, Philipp J. Pamer, Rebecca Müller, Ellen Hastaba 2011, ISBN 978-3-900122-05-8.